# Ucar
Ucar è un comune spagnolo di 126 abitanti situato nella comunità autonoma della Navarra.